# マルチェドゥーザ
マルチェドゥーザ（イタリア語: Marcedusa）は、イタリア共和国カラブリア州カタンザーロ県にある、人口約400人の基礎自治体（コムーネ）。

## 地理

### 位置・広がり

#### 隣接コムーネ
隣接するコムーネは以下の通り。括弧内のKRはクロトーネ県所属を示す。
- ベルカストロ
- メゾラーカ (KR)
- ペトロナ